# Stadio delle Alpi
Stadio delle Alpi var et fodboldstadion i Torino i Italien. Stadion lå nærmere bestemt i den nordlige udkant af Torino, tæt ved motervejsfrakørslen og var således nemt at finde, hvis man kom kørende fra Milano. Men i forhold til centrum af byen er beliggenheden lidt afsides og med offentlig transport må man afse ca. godt en halv time til at komme derud fra centrum. Et forhold som ofte er blevet kritiseret.[kilde mangler] Delle Alpis geografiske placering i Torino mindede lidt om Brøndby Stadions placering i forhold til Københavns centrum. Ikke specielt centralt, men dog nem at nå fra motorvejen.
Den officielle kapacitet var på 69.041 siddepladser. Men i praksis er der aldrig blevet lukket mere end 65.000 ind. De senere år endda kun op til 60.000.[kilde mangler]
Stadion blev opført op til VM i Italien i 1990. Åbingskampen stod mellem et kombineret Juventus- og Torino-hold og Porto, som blev vundet af torineserne. Stadion var under VM i 1990 hjemmebane for Brasilien og skueplads for den legendariske semifinale mellem Vesttyskland og England. 

## De største kampe
Stadion har siden 1990 været hjemmebane for både Juventus FC og AC Torino. Og ganske få gange har det italienske landshold spillet her. Blandt de største kampe, som har været afviklet på Delle Alpi, kan nævnes:
VM 1990, 1/8-finale: Argentina-Brasilien 1-0

VM 1990, semifinale: Vesttyskland-England 1-1 (tyskerne vandt på straffespark)

Uefa Cup 1992, semifinale: Torino-Real Madrid 2-0 (65.000 tilskuere, stadionrekord!)

Uefa Cup 1992, finale: Torino-Ajax 2-2 (Ajax vandt på udebanemål!)

Uefa Cup-finale 1993: Juventus-Dortmund 3-0

Champions League 1996, kvartfinale: Juventus-Real Madrid 2-0

Champions League 1996, semifinale: Juventus-Nantes 2-0

Champions League 1997, seminfinale: Juventus-Ajax 4-1

Chammpions League 1998, semifinale: Juventus-Monaco 4-1

Champions League 1999, semifinale: Juventus-Manchester U. 2-3

Champions League 2003, kvartfinale: Juventus-Barcelona 1-1

Champions League 2003, semifinale: Juventus-Real Madrid 3-1

## Fremtiden
Et nyt stadion, Juventus Stadium, er blevet bygget hvor Delle Alpi lå.
Efter endt nedrivning af det gamle Stadio Delle Alpi, har byggepladsen været overdraget til ATI, det byggefirma, der fra slutningen af juni 2009 har arbejdede med at bygge den nye Juventus Stadion. Det nye stadion stod klar til åbning i sommeren 2011. 
45°6′34.1″N 7°38′28″Ø / 45.109472°N 7.64111°Ø.